# José Reyes (Komponist)

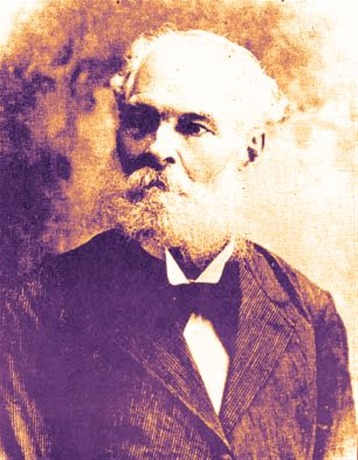
José Reyes

José Rufino Reyes y Siancas (* 15. November 1835 in Santo Domingo; † 31. Januar 1905 ebenda) war ein dominikanischer Komponist und Musiker.
Reyes trat 1855 in den Militärdienst ein und wurde Mitglied in der von Juan Bautista Alfonseca geleiteten Militärkapelle, in der er verschiedene Instrumente, darunter das Euphonium, Klavier und Cello, zu spielen lernte. Bereits in jungen Jahren begann er geistliche und weltliche Musik zu komponieren, die meisten seiner Werke blieben jedoch unveröffentlicht.
Ein Requiem in Es-Dur wurde von Juan Francisco García für die Orgel bearbeitet. 1882 komponierte er die Melodie zu Quisqueyanos valientes, einer Dichtung von Emilio Prud'Homme, zu der César Nicolás Penson, Francesco Henriquez y Carvajal, José Dobeay und J. J. Pérez  Strophen beisteuerten. Das Werk wurde 1883 zum zwanzigsten Jahrestages des Beginns des Krieges zur Wiedererlangung der nationalen Eigenstaatlichkeit aufgeführt. Ab dem Jahr 1896 hatte es die Funktion einer Nationalhymne der Dominikanischen Republik, dies wurde aber erst 1934 von Präsident Rafael Leonidas Trujillo offiziell bestätigt.
Sein Pasodoble Salve al Progreso wurde 1896 anlässlich der Einführung der Versorgung mit elektrischem Strom in der Dominikanischen Republik uraufgeführt. 1932 wurde das Stück von José de Jesús Ravelo instrumentiert und 1935 zu Reyes’ 100. Geburtstag im ganzen Land aufgeführt.